# Rodney Wilkes
Pour les articles homonymes, voir Wilkes.
Rodney Wilkes (né le 11 mars 1925 et mort le 24 mars 2014) est un haltérophile trinidadien. Il participe à trois reprises aux Jeux olympiques (1948, 1952 et 1956). En 1948, il remporte la médaille d'argent dans la catégorie des poids plumes. Cette médaille est la première médaille olympique pour Trinité-et-tobago. En 1952, il remporte, dans la même catégorie, la médaille de bronze. Enfin, en 1956, il termine au pied du podium.

## Palmarès

### Jeux olympiques
- Jeux olympiques de 1948 à Londres,  Royaume-Uni
  -  Médaille d'argent
- Jeux olympiques de 1952 à Helsinki,  Finlande
  -  Médaille de bronze